# Deutscher Bauarbeiter-Verband
Der Deutsche Bauarbeiter-Verband (DBV) war eine 1911 gegründete freie Gewerkschaft, die Bauarbeiter im Deutschen Kaiserreich und in der Weimarer Republik organisierte.

## Geschichte

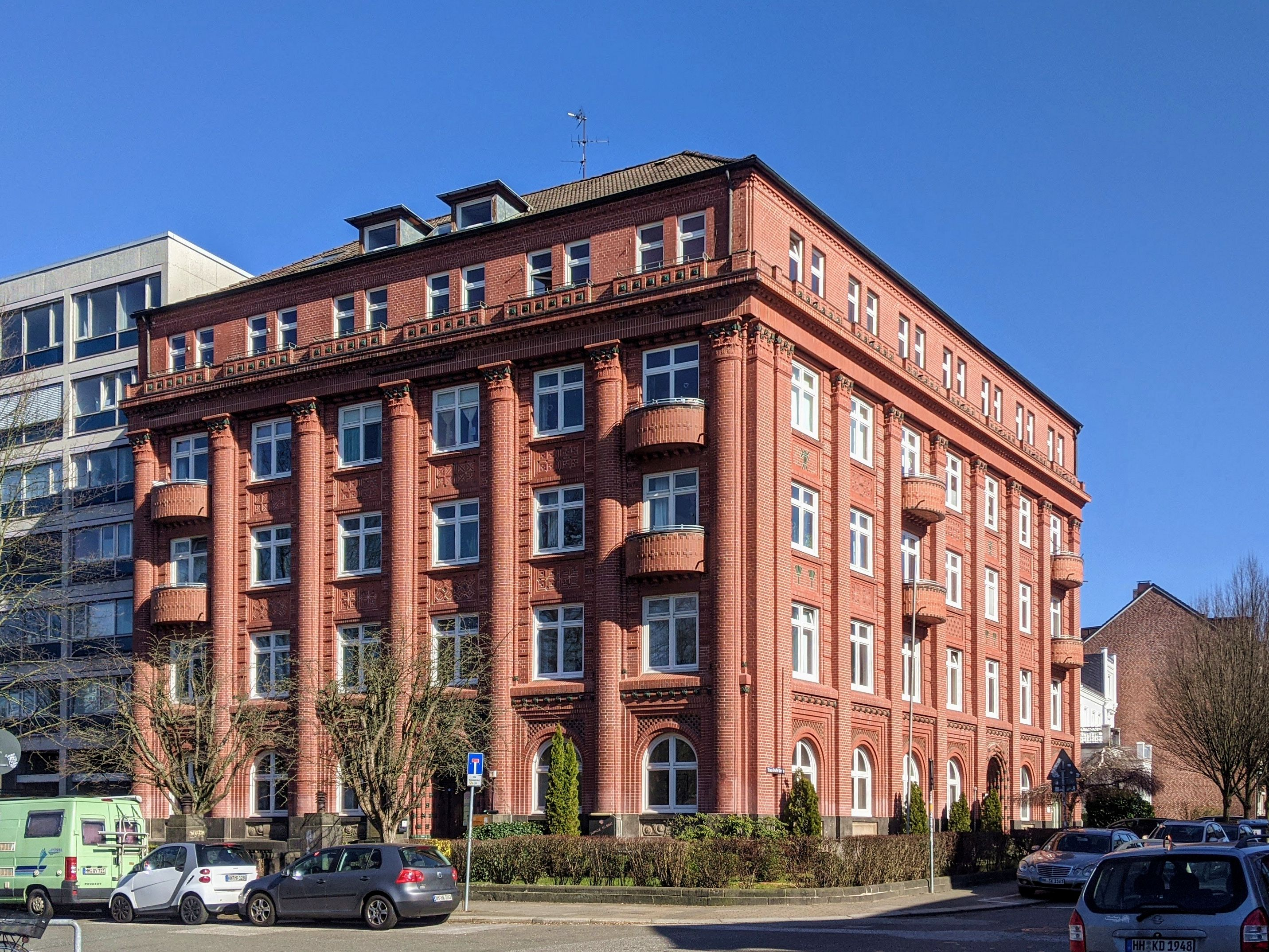
Ehemaliges Haus des Bauarbeiter-Verbands in Hamburg, erbaut 1910/11

Der Verband entstand am 1. Januar 1911 durch die Fusion des Zentralverband der Baugewerblichen Hilfsarbeiter Deutschlands und dem Zentralverband der Maurer Deutschlands. Der Verband der Isolierer und Steinholzleger Deutschlands trat am gleichen Tag der neu gegründeten Gewerkschaft bei. Am 1. Januar 1912 folgte der Zentralverband der Stukkateure, Gipser, Pliesterer und Verwandter Berufsgenossen Deutschlands.
Der Bauarbeiter-Verband war Mitglied in der Generalkommission der Gewerkschaften Deutschlands und im Jahr 1919 Gründungsmitglied beim Nachfolger Allgemeiner Deutscher Gewerkschaftsbund. Außerdem war die Gewerkschaft ein führendes Mitglied der Bauarbeiter-Internationale.
Am 1. Januar 1923 fusionierte der Bauarbeiter-Verband mit dem Zentralverband der Glaser und dem Zentralverband der Töpfer zum Deutschen Baugewerksbund.

## Vorsitzende
- 1911–1912: Theodor Bömelburg
- 1913–1922: Fritz Paeplow